# Sant Bonet de Ròchafòrt
Saint-Bonnet-de-Rochefort és un municipi francès, situat al departament de l'Alier i a la regió d'Alvèrnia-Roine-Alps. L'any 2007 tenia 650 habitants.

## Demografia

### Població
El 2007 la població de fet de Saint-Bonnet-de-Rochefort era de 650 persones. Hi havia 270 famílies de les quals 84 eren unipersonals (24 homes vivint sols i 60 dones vivint soles), 81 parelles sense fills, 89 parelles amb fills i 16 famílies monoparentals amb fills.
La població ha evolucionat segons el següent gràfic:
Habitants censats

### Habitatges
El 2007 hi havia 379 habitatges, 277 eren l'habitatge principal de la família, 67 eren segones residències i 35 estaven desocupats. 371 eren cases i 3 eren apartaments. Dels 277 habitatges principals, 225 estaven ocupats pels seus propietaris, 47 estaven llogats i ocupats pels llogaters i 5 estaven cedits a títol gratuït; 1 tenia una cambra, 13 en tenien dues, 49 en tenien tres, 77 en tenien quatre i 137 en tenien cinc o més. 169 habitatges disposaven pel capbaix d'una plaça de pàrquing. A 117 habitatges hi havia un automòbil i a 121 n'hi havia dos o més.

### Piràmide de població
La piràmide de població per edats i sexe el 2009 era:
| Homes | Edats   | Dones |
| ----- | ------- | ----- |
| 4     | 95 o +  | 0     |
| 4     | 90 a 94 | 4     |
| 4     | 85 a 89 | 0     |
| 0     | 80 a 84 | 0     |
| 16    | 75 a 79 | 32    |
| 28    | 70 a 74 | 20    |
| 16    | 65 a 69 | 20    |
| 20    | 60 a 64 | 24    |
| 16    | 55 a 59 | 16    |
| 12    | 50 a 54 | 20    |
| 12    | 45 a 49 | 12    |
| 16    | 40 a 44 | 8     |
| 52    | 35 a 39 | 36    |
| 24    | 30 a 34 | 32    |
| 16    | 25 a 29 | 8     |
| 4     | 20 a 24 | 24    |
| 12    | 15 a 19 | 12    |
| 8     | 10 a 14 | 24    |
| 20    | 5 a 9   | 28    |
| 4     | 0 a 4   | 24    |

## Economia
El 2007 la població en edat de treballar era de 379 persones, 268 eren actives i 111 eren inactives. De les 268 persones actives 244 estaven ocupades (135 homes i 109 dones) i 24 estaven aturades (10 homes i 14 dones). De les 111 persones inactives 49 estaven jubilades, 25 estaven estudiant i 37 estaven classificades com a «altres inactius».

### Ingressos
El 2009 a Saint-Bonnet-de-Rochefort hi havia 276 unitats fiscals que integraven 642 persones, la mediana anual d'ingressos fiscals per persona era de 16.402,5 €.

### Activitats econòmiques
Dels 26 establiments que hi havia el 2007, 3 eren d'empreses alimentàries, 3 d'empreses de fabricació d'altres productes industrials, 5 d'empreses de construcció, 6 d'empreses de comerç i reparació d'automòbils, 1 d'una empresa de transport, 2 d'empreses d'hostatgeria i restauració, 2 d'empreses financeres, 3 d'empreses de serveis i 1 d'una empresa classificada com a «altres activitats de serveis».
Dels 8 establiments de servei als particulars que hi havia el 2009, 1 era una oficina de correu, 1 funerària, 2 paletes, 2 fusteries, 1 perruqueria i 1 restaurant.
L'únic establiment comercial que hi havia el 2009 era una fleca.
L'any 2000 a Saint-Bonnet-de-Rochefort hi havia 28 explotacions agrícoles que ocupaven un total de 1.215 hectàrees.

## Equipaments sanitaris i escolars
El 2009 hi havia una escola elemental integrada dins d'un grup escolar amb les comunes properes formant una escola dispersa.

## Poblacions més properes
El següent diagrama mostra les poblacions més properes.